# Chamaecrista grantii
Chamaecrista grantii är en ärtväxtart som först beskrevs av Daniel Oliver, och fick sitt nu gällande namn av Paul Carpenter Standley. Chamaecrista grantii ingår i släktet Chamaecrista och familjen ärtväxter. Inga underarter finns listade i Catalogue of Life.